# Scytodes chiquimula
Scytodes chiquimula är en spindelart som beskrevs av Antonio D. Brescovit och Cristina A. Rheims 200. Scytodes chiquimula ingår i släktet Scytodes och familjen spottspindlar.
Artens utbredningsområde är Guatemala. Inga underarter finns listade i Catalogue of Life.